# Кызылагаш (Иртышский район)
Кызылагаш (каз. Қызылағаш) — село в Иртышском районе Павлодарской области Казахстана. Входит в состав Селетинского сельского округа. Код КАТО — 554667300.
В селе Кызылагаш родилась Шабану Байзакова (1907—1937) — одна из первых актрис-казашек.

## Население
В 1999 году население села составляло 333 человека (160 мужчин и 173 женщины). По данным переписи 2009 года, в селе проживало 252 человека (131 мужчина и 121 женщина).